# Yūya Torikai
Yūya Torikai (japanisch 鳥養 祐矢 Torikai Yūya; * 11. Mai 1988 in Ichihara) ist ein japanischer Fußballspieler.

## Karriere
Torikai erlernte das Fußballspielen in der Jugendmannschaft von JEF United Chiba. Seinen ersten Vertrag unterschrieb er 2011 beim Sagawa Shiga FC. Der Verein spielte in der dritthöchsten Liga des Landes, der Japan Football League. Für den Verein absolvierte er 56 Ligaspiele. 2013 wechselte er zum Ligakonkurrenten FC Ryūkyū. Für den Verein absolvierte er 11 Ligaspiele. 2014 wechselte er zum Ligakonkurrenten Renofa Yamaguchi FC. Am Ende der Saison 2014 stieg der Verein in die J3 League auf. 2015 wurde er mit dem Verein Meister der dritten Liga und stieg in die zweite Liga auf. Für den Verein absolvierte er 130 Ligaspiele. Im August 2019 wechselte er zu seinem ehemaligen Klub FC Ryūkyū.